# هاسکل (نیوجرسی)
هاسکل (به انگلیسی: Haskell) یک منطقهٔ مسکونی در ایالات متحده آمریکا است که در شهرستان پاسائیک، نیوجرسی واقع شده‌است. هاسکل ۴٬۹۴۲ نفر جمعیت دارد و ۷۰ متر بالاتر از سطح دریا واقع شده‌است.